# Neuf-Berquin
Neuf-Berquin település Franciaországban, Nord megyében. Lakosainak száma 1422 fő (2022. január 1.). Neuf-Berquin Le Doulieu, Vieux-Berquin, Estaires és Merville községekkel határos.

## Népesség
A település népességének változása:
| Lakosok száma | 1229 | 1221 | 1258 | 1234 | 1248 | 1263 | 1365 | 1403 | 1422 |
|               | 2013 | 2015 | 2016 | 2017 | 2018 | 2019 | 2020 | 2021 | 2022 |